# Gurejele
Gurejele est un groupe de musique traditionnelle kanak. 
C'est un groupe majeur dans le mouvement kaneka. Ces musiciens, originaires de l'île de Maré plus précisément de la tribu de Mebuet, bénéficient d'une certaine renommée auprès du public de leur pays, mais également dans plusieurs îles du Pacifique. En effet, Gurejele est sans doute le groupe kanak le plus populaire dans la région mélanésienne. Ils ont donné des concerts au Vanuatu durant le Festival Napuan en 1998 et une tournée aux Îles Salomon où, après avoir rempli les clubs, le groupe a rempli le stade d'Honiara. 
L'un de leurs titres phares s'appelle C'est qui qui paye. 
Le leader de ce groupe est Dick Buama accompagné de musiciens de la même tribu.